# 佐伯理一郎
佐伯 理一郎（さえき りいちろう、1862年4月3日（文久2年3月5日） - 1953年（昭和28年）5月30日）は、日本の産婦人科医。佐伯病院、京都産院各経営主。京都看病婦学校、京都産婆学校各校長。学会活動のほか、公衆衛生、医史学、医師会などで優れた働きをした。

## 略歴

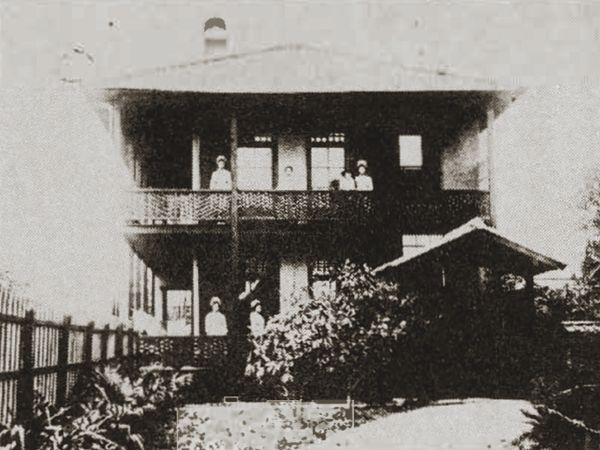
同志社病院（1893年）

文久2年3月5日、肥後国（後の熊本県）に生まれる。佐伯清次郎の長男。
1878年、県立熊本医学校に入学。1882年7月、熊本医学校卒業。上京し、東京大学で外科ユリウス・スクリバ、内科エルヴィン・フォン・ベルツ、眼科梅錦之丞 の指導をうける。1884年、海軍軍医補（横須賀海軍病院）。組合教会系のクリスチャンの佐伯はこの頃、アメリカンボードの宣教医セオダー・ギューリックに出会い、教会の設立に関わることになった。佐伯らはフェリス女学院のリラ・ウィン宣教師に協力を要請し、1886年7月15日に井深梶之助、和田秀豊、伊藤藤吉らにより横須賀日本基督一致教会（現・日本キリスト教会横須賀教会）が設立され、伊藤藤吉が初代牧師に就任する。
1886年から1891年まで、ペンシルベニア大学にて、産科をパンロース教授、婦人科をグーデル教授に学ぶ。米国では日本人留学生の世話をしていたウォルター・モリス宅の夕食会に、内村鑑三、新渡戸稲造らと共に列席した。1888年、渡欧。ミュンヘン大学でウインケル教授に学び、ライプツィヒ、ベルリン、エディンバラを歴訪する。グラスゴーで建造された軍艦千代田に乗り帰国する。海軍軍医学校は産婦人科は設置されないので退官した。1891年、京都同志社病院長。付設京都看病婦学校にて産科を講義。
1953年に永眠。佐伯病院は佐伯医院ウィメンズクリニックとして今に存続している。墓所は大徳寺高桐院。

## 人物
趣味は刀剣、武器、陶器、古書。宗教はキリスト教。1879年、家督を相続。住所は京都市上京区室町通上長者町下ル。
佐伯式養生法（禁酒・禁煙・玄米・菜食・少食）でも知られる。

## 家族・親族
佐伯家
- 父・清次郎（熊本士族）[2][4]
- 妻・小イト（1874年 - ?、奈良、土倉鶴松の妹）[4]
- 長男・義男（1894年 - ?、京都産院院長、医師）[2]
- 二男・信男（1896年 - ?、佐伯病院長、医学博士）[2]
- 三男、五男、六男[2]
- 長女、二女、三女[2]
- 孫[2]

親戚
- 岳父・土倉庄三郎（林業家、奈良県多額納税者）

## 著書
- 『日本女科史』 1901年
- 『京都看護婦学校五十年史』 1936年
- 『佐伯式長寿法』 1936年
- 訳書：『普通看病学』 ビルロート、1895年
- 訳書：『戦時平時救急看護法』 シュロエデル、1895年、1898年

## 伝記
- 『阿蘇が嶺のけむり 明治の開業医佐伯理一郎小伝』松崎八重編集、1971年
- 『追悼：佐伯先生追悼特集』医譚20号、1953年
- 『佐伯の学校の卒業生たち』京都看護婦学校・京都産婆学校、遠藤恵美子、山根信子、1984年